# KADOKAWA
株式会社KADOKAWA（カドカワ、英: KADOKAWA CORPORATION）は、日本のエンターテイメント企業。出版・IP創出事業、アニメ・実写映像事業、ゲーム事業、webサービス事業、教育・EdTech事業、MD（ライツ・マーチャンダイジング）事業、施設運営事業などを行う。
初代・KADOKAWAは、1954年に設立された株式会社角川書店（後の角川ホールディングス、角川グループホールディングス）が2013年に角川グループホールディングスから社名変更して発足され、2019年に初代・KADOKAWAから株式会社KADOKAWA Future Publishingに社名変更し、さらに
2023年に再び社名変更し株式会社KADOKAWA KEY-PROCESS（2代目）となった。
2代目・KADOKAWAは、2014年に設立された株式会社KADOKAWA・DWANGO（後のカドカワ）が2019年に初代・KADOKAWAの事業を継承およびカドカワから社名変更して発足された。
両社とも1945年に創設された角川書店を創業とする企業である。

## 略歴
1945年、国文学者の角川源義により角川書店として創業。 出版第1号は佐藤佐太郎歌集「歩道」。角川の鳳凰のマークは、1946年創刊の飛鳥新書で使用したことに始まる。1949年創刊の「角川文庫」と1952年発刊の「昭和文学全集」が成功し、文芸出版社として基礎を確立する。1956年「角川国語辞典」を刊行し、辞典分野に進出。1957年には高等学校の国語教科書に参入。1972年に富士見書房を設立。源義時代の角川では、漫画と女性の裸とスキャンダル（週刊誌）はやってはいけないという掟が存在した。
1975年に角川春樹が社長就任後、角川文庫を文芸路線から横溝正史を初めとする一般大衆向けに路線転換し、翌年には『犬神家の一族』で映画製作に進出。1979年に角川レコードを設立し、音楽産業へ参入。自社発行書籍を原作として映画を製作し、テレビコマーシャルを利用して大々的に宣伝し、原作書籍と自社グループ製作の映画・音楽を販売する出版と映像と音楽のメディアミックスを成功させ、日本映画界に角川映画旋風を巻き起こした。
1982年にテレビ情報誌の「ザテレビジョン」創刊以降、ゲームソフト情報誌「コンプティーク（1983年）」やアニメ情報誌「Newtype（1985年）」、ビデオ情報誌「ビデオでーた（1987年。その後、ビデオ＆DVDでーた→DVD＆ビデオでーた→DVDでーた→DVD&ブルーレイでーた→DVD&動画配信でーた（現在）と雑誌名変更）」、都市情報誌「東京ウォーカー」などの各種メディア対応の情報誌を立て続けに創刊。
1983年に映画『幻魔大戦』でアニメ製作に参入。1984年角川ビデオを設立し、ビデオグラムの製作に参入。
1985年に少女コミック誌「ASUKA」を創刊し、コミック出版に本格進出。後発参入だった角川は、アニメやゲームといった近接ジャンルのプロや同人誌卸売会からスカウトした同人作家を漫画家・漫画原作者として起用することで先行する出版社にはないタイプの作家や作品が生まれる。
1988年に「富士見ファンタジア文庫」と「角川スニーカー文庫」を創刊し、ライトノベルというジャンルが確立されて以来、電撃文庫・MF文庫Jなどをあわせてライトノベル市場の国内最大手となる。
1989年に「ソード・ワールドRPG」を発売し、アナログゲーム事業に参入した。
1993年にメディアワークスの代表を兼務する形で社長に就任した角川歴彦は、メガソフトウェア・パブリッシャーを標榜し、資本と経営の分離、M&Aや業務提携、コンテンツのマルチメディア展開を行う。
1993年の『無責任艦長タイラー』からKADOKAWAの発行書籍を原作としたテレビアニメが放送されるようになる。
1995年にスーパーファミコンソフト『妖怪バスター ルカの大冒険』でゲームパブリッシャー事業に参入。
2000年にはWeb媒体と紙媒体が連動した情報サイト『ウォーカープラス』を開設。2002年11月に大映の営業権を取得し、スタジオ運営事業に進出。
2003年4月に角川書店は、角川書店（二代目法人）、メディアワークス、SSコミュニケーションズ、角川大映映画、ビルディング・ブックセンターを統括する出版と映像、ネット事業の持株会社角川ホールディングスへ移行。同年9月にストック型フリーペーパー事業に参入。2004年1月に映像ソフト販売会社角川エンタテインメントを設立し、それまで他社に委託していたビデオグラム（DVDソフト）の販売を自社販売に切り替えた。2005年3月に日本ヘラルド映画を子会社化したことで、外国映画の輸入配給、映画の興行、吹替・字幕版制作に本格進出。
2006年7月に角川グループの持株会社であることを社名に示すため角川ホールディングスから角川グループホールディングスに社名変更。2009年に角川グループ合同児童書レーベル角川つばさ文庫を創刊し、2012年から児童文庫レーベルシェアNo.1となる 。
2013年4月に角川グループホールディングスが角川グループパブリッシングと合併し事業持株会社となる。これに伴い同年6月に角川グループホールディングスは、KADOKAWA（初代）へ社名変更。2013年10月に連結子会社9社と合併しOne CompanyになったKADOKAWAは、角川源義が創業した角川書店と角川春樹が1976年に設立した角川春樹事務所、角川歴彦が創業したメディアワークス以外に、旧・セゾングループのSSコミュニケーションズ、旧・大映の営業権を継承した角川大映、旧・ヘラルドグループの日本ヘラルド映画、西和彦らが創業したアスキー、魔法のiらんど、旧・リクルートグループのメディアファクトリー、中経出版、新人物往来社を出身母体とする企業となった。
2014年10月、株式会社ドワンゴと世界に類のないコンテンツプラットフォームを確立することを目的して統合会社「KADOKAWA・DWANGO」（後のカドカワ）を設立。
2015年6月に「角川まんが学習シリーズ 日本の歴史」を創刊し、学習まんがに参入 。同年10月にWEB小説のレーベル「カドカワBOOKS」を創刊し、既存のUGC（ユーザージェネレイテッドコンテンツ）と呼ばれる、ネット上で発表された作品を書籍・電子書籍化して出版する小説の総称を「新文芸」と名付け、新たなジャンルとして展開。
2019年7月に初代・KADOKAWAは、ビルディング・ブックセンターとKADOKAWA KEY-PROCESSの株式所有に関わる事業を除く全事業をカドカワに簡易吸収分割で承継させた。これに伴い初代・KADOKAWAはKADOKAWA Future Publishing（現・KADOKAWA KEY-PROCESS（2代目））へ、カドカワはKADOKAWA（2代目）へ商号変更。

## 沿革

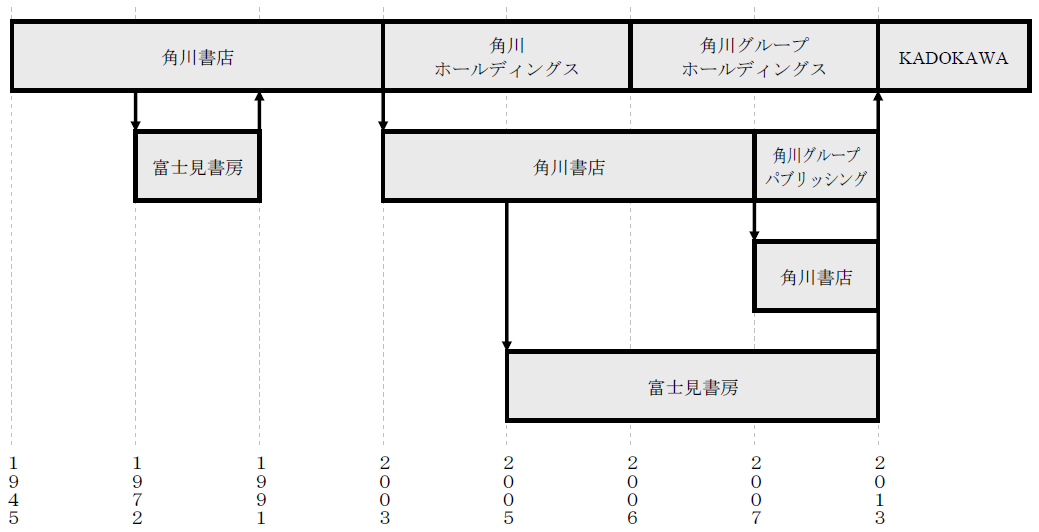
関連会社の統廃合図

### 角川書店（個人企業）
- 1945年11月10日 - 角川源義が東京都板橋区小竹町で角川書店を創立。
- 1949年 - 「角川文庫」を創刊。
- 1950年 - 事務所を東京都千代田区富士見町に移転。
- 1952年 - 雑誌『俳句』創刊。

### 角川書店（初代法人）
- 1954年4月2日 -  東京都千代田区富士見二丁目7番地に株式会社角川書店（初代法人）を設立。資本金は385万円。
- 1965年 - 角川春樹が角川書店に入社。
- 1966年4月 - 角川歴彦が角川書店に入社。
- 1972年 - 角川書店発刊の教科書の自習書の発刊・販売を目的として株式会社富士見書房を設立。
- 1974年 - 株式会社角川文庫流通センター（子会社、現・ビルディング・ブックセンター）を設立。
- 1975年 - 角川源義が死去。編集局長の角川春樹が社長に就任。
- 1976年 - 角川春樹が株式会社角川春樹事務所（初代法人）を設立。映画製作と出版を連携。角川文化振興財団を設立。
- 1983年
  - 6月8日 - 株式会社角川トラベル・ サービス（現・角川メディアハウス）を設立。
- 1984年10月 - 本社を東京都新宿区揚場町4番地に移転。
- 1986年
  - 12月 - 角川書店の編集業務会社として株式会社飛鳥企画（後の角川学芸出版）を設立。
- 1988年6月 - 本社を東京都文京区本郷五丁目24番5号に移転。
- 1989年4月 - 株式会社角川春樹事務所を合併。
- 1991年 - 株式会社富士見書房を合併し、富士見事業部を設置。
- 1992年
  - 2月 - 株式会社角川興産を合併。
  - 9月 - 取締役副社長の角川歴彦が辞任し、同年10月、株式会社メディアワークス（後のアスキー・メディアワークス）を創業。
- 1993年
  - 3月 - 株式会社ザテレビジョン、株式会社角川春樹事務所（二代目法人）および株式会社角川メディアオフィスを合併し、雑誌事業部、ソフト事業部、雑誌編集部を設置。
  - 8月29日 - 千葉県警察が角川春樹社長を麻薬及び向精神薬取締法で逮捕。
  - 9月2日 - 取締役会で角川春樹社長の辞任が了承され、専務の大洞國光が代表取締役社長に就任。角川歴彦が顧問として角川書店に復帰。
  - 10月 - 臨時株主総会が開催され、角川歴彦が代表取締役社長に、佐野正利が代表取締役専務に就任。
- 1994年
  - 7月 - 角川書店従業員持株会を割当先とする第三者割当増資を実施。
  - 12月 - 株式会社角川書店流通センターを合併。
- 1995年
  - 3月20日 - 角川春樹とその子息と夫人が持つ株式の27.6％を、日本生命保険相互会社、住友銀行、三和銀行、第一勧業銀行、あさひ銀行など21社に譲渡。
  - 6月 - 角川春樹が角川書店の取締役を辞任。
  - 9月 - 株式会社ヘラルド・エースを子会社化し、株式会社エースピクチャーズに周報変更。
  - 10月 - 本社を東京都千代田区富士見二丁目13番3号に移転。
- 1998年
  - 4月 - 子会社株式会社エースピクチャーズが、住友商事子会社の株式会社アスミックと合併し、アスミック・エース エンタテインメント株式会社（現・アスミック・エース）が発足。
  - 11月 - 東京証券取引所市場第二部上場。
- 1999年
  - 1月 - 株式会社メディアワークスの販売・物流業務を受託開始。
  - 4月 - 台湾国際角川書店股份有限公司（現・台灣角川股份有限公司）を設立。
  - 5月 - 株式会社東芝等と共同出資にて映像制作会社「トスカドメイン株式会社」を設立。
  - 11月 - 株式会社キャラクター・アンド・アニメ・ドット・コム（現・キャラアニ）を設立。
- 2000年
  - 2月 - 株式会社角川デジックス（現・角川アスキー総合研究所）を設立。
  - 7月 - ベルテルスマンアクティエンゲゼルシャフトに対し第三者割当増資を実施。
- 2001年8月21日 - 西友から株式会社エス・エス・コミュニケーションズの株式を取得し、同社を子会社化。
- 2002年
  - 6月 - 角川歴彦が代表取締役会長兼CEOに、福田峰夫が代表取締役社長に、本間明生が代表取締役専務に就任。
  - 10月 - 株式交換により株式会社メディアワークスを子会社化。
  - 11月 - 子会社株式会社角川大映映画が映画会社大映株式会社の営業権を取得。

### 角川ホールディングス
- 2003年
  - 4月1日 - 持株会社方式による分社型新設分割を実施し、新設子会社の株式会社角川書店（二代目法人）に営業の一切を承継させ、株式会社角川書店（初代法人）から株式会社角川ホールディングスに商号変更。角川歴彦が代表取締役社長兼CEOに就任。
  - 10月 - 株式交換によりトスカドメイン株式会社を完全子会社化。
- 2004年
  - 1月 - 子会社角川書店（二代目法人）のエンタテインメント事業部の一部を、子会社株式会社角川大映映画に継承。株式会社角川エンタテインメントを設立。
  - 3月18日 - 株式会社エンターブレインおよび株式会社アスキーの持株会社である株式会社メディアリーヴスの株式公開買い付けを実施し、同社を子会社とする。
  - 4月 - 連結子会社株式会社角川大映映画およびトスカドメイン株式会社が合併し、商号を角川映画株式会社に変更。
  - 9月1日 - 東京証券取引所市場第一部上場。
- 2005年
  - 3月 - 日本ヘラルド映画株式会社（後の角川ヘラルド・ピクチャーズ）とその子会社のグロービジョン株式会社を影響力基準により連結子会社化。
  - 4月 - 歴彦が代表取締役会長兼CEOに、本間明生が代表取締役社長兼COOに就任。
  - 4月 - KADOKAWA HOLDINGS CHINA LTD.（現・KADOKAWA HOLDINGS ASIA LTD.およびKADOKAWA HONG KONG LTD. を設立。
  - 8月 - 株式交換により日本ヘラルド映画株式会社を完全子会社化。
  - 9月 - 株式会社ムービータイム（現・株式会社角川アップリンク）を設立。
  - 10月1日 - 子会社角川書店（二代目法人）の会社分割により、株式会社富士見書房（二代目法人）を設立。
  - 11月 - INTERCONTINENTAL GROUP HOLDINGS LTD.およびその子会社10社の株式を取得。
  - 12月 - 子会社株式会社角川モバイル（現・株式会社ブックウォーカー）を設立。
- 2006年
  - 2月 - 株式会社角川オーバーシーズを吸収合併。
  - 3月 - 子会社角川映画株式会社および株式会社角川ヘラルド・ピクチャーズが合併し、角川ヘラルド映画株式会社に商号変更。
  - 4月1日 - 子会社角川書店（二代目法人）の会社分割により、株式会社角川クロスメディアおよび株式会社角川ザテレビジョンを設立。
  - 8月1日 - 会社分割により、子会社株式会社角川エンタテインメントと関連会社を子会社角川ヘラルド映画株式会社に譲渡。
  - 6月1日 - 連結子会社株式会社角川クロスメディアが株式会社ウォーカープラスおよび株式会社角川書店北海道を吸収合併。連結子会社株式会社角川ザテレビジョンが株式会社角川インタラクティブ・メディアを吸収合併。

### 角川グループホールディングス
- 2006年
  - 7月1日 - 40社を超える傘下企業の結束力を高め、グループ一体の連結経営を強力に推進する責任が当社にあることを、グループ内外に示すため商号を株式会社角川ホールディングスから株式会社角川グループホールディングス（角川GHD）に変更。
- 2007年
  - 1月1日 - 子会社角川書店（二代目法人）の吸収分割により、管理部門を当社が、映像関連子会社および関連会社の管理事業を角川ヘラルド映画株式会社が継承。
  - 1月4日 - 子会社角川書店（二代目法人）の新設分割により、株式会社角川書店（三代目法人）および株式会社角川マガジンズ（初代法人）を設立。
  - 1月4日 - 株式会社角川書店（二代目法人）の商号を株式会社角川グループパブリッシングに変更。
  - 1月4日 - 会社分割により、株式会角川・エス・エス・コミュニケーションズと株式会角川マガジンズ（初代法人）の持株会社「株式会社角川マガジングループ（後の角川マガジンズ）」を設立[20]。
  - 3月 - 角川ヘラルド映画株式会社が再び角川映画株式会社に商号変更。
  - 4月1日 - 会社分割により、角川HDチャイナの管理事業を角川映画株式会社に継承。
  - 4月2日 - 株式会社角川プロダクションを設立。
  - 7月26日 - 連結子会社株式会社角川デジックス（現・角川アスキー総合研究所）が、Google（YouTube）の動画識別技術の実証実験に参加[21][22]。
- 2008年
  - 1月25日 - 連結子会社株式会社角川デジックス（現・角川アスキー総合研究所）が、YouTubeのコンテンツパートナーとして角川グループ公式ページの開設やYouTubeの動画識別技術や広告配信を活用したメディア・広告事業を発表[23][24][25]
  - 4月1日 - 連結子会社株式会社メディアワークスおよび株式会社アスキーが合併し、商号を株式会社アスキー・メディアワークスに変更。
  - 4月1日 - 角川マガジングループの商号を株式会社角川マーケティングに変更すると共に、角川GHD・角川書店傘下のクロスメディア事業子会社を譲渡。
  - 4月1日 - 佐藤辰男が代表取締役社長兼COOに就任。
  - 7月 - 子会社株式会社角川プロダクションが、株式会社アミューズメントメディア総合学院の子会社トライアルプロダクションに出資し、合弁会社株式会社プロダクション・エースを設立。
  - 10月 - 連結子会社株式会社キャラアニおよび株式会社トイズワークスが合併。
- 2009年
  - 3月 - 連結子会社株式会社角川ザテレビジョおよび株式会社角川クロスメディアが合併し、商号を株式会社角川マーケティング（二代目法人）に変更。子会社株式会社角川マーケティングは株式会社角川メディアマネジメントに商号変更。
  - 4月1日 - グループ内のゲーム事業統括会社として株式会社角川ゲームスを設立。
  - 4月7日 - 株式会社中経出版の株式を取得し、中経出版およびその子会社の新人物往来社、荒地出版社、樂書舘を連結子会社化。
  - 10月1日 - 連結子会社株式会社中経出版および株式会社樂書舘が合併。連結子会社株式会社新人物往来社および株式会社荒地出版社が合併[26]。
- 2010年
  - 4月1日 - 連結子会社株式会社角川メディアマネジメントおよび株式会社角川マーケティング（二代目法人）が合併し、再び株式会社角川マーケティングに商号変更。
  - 3月4日 - 子会社株式会社アスキー・メディアワークスが株式会社魔法のiらんどの発行済み株式70%を取得し、子会社化。
  - 6月 - 歴彦が取締役会長に、佐藤辰男が代表取締役社長に就任。
  - 10月 - 連結子会社株式会社エンターブレインおよび株式会社メディアリーヴスが合併。
  - 10月 - 株式会社ドワンゴとの電子書籍や各種コンテンツの配信に関して包括業務提携を発表[27]。
  - 12月3日 - 電子書籍ストア『BOOK☆WALKER』をサービス開始。
- 2011年
  - 1月1日 - 子会社株式会社角川書店（三代目法人）および角川映画株式会社が合併。 連結子会社株式会社角川マーケティングおよび株式会社角川・エス・エス・コミュニケーションズが合併。連結子会社株式会社アスキー・メディアワークスおよび株式会社魔法のiらんどが合併。株式会社角川コンテンツゲート（現・株式会社ブックウォーカー）およびワーズギア株式会社が合併。
  - 3月 - 連結子会社株式会社エンターブレインおよび株式会社角川マガジンズ（初代法人）が合併。
  - 5月26日 - 株式会社ドワンゴと資本提携との業務提携を発表[28]。
  - 7月 - 子会社株式会社角川マーケティングが株式会社角川マガジンズ（二代目法人）に商号変更。
  - 11月12日 - 株式会社リクルートから子会社の株式会社メディアファクトリーの全株式の譲渡を受け、同社を子会社化。
  - 11月12日 - 角川グループの電子書籍配信プラットフォーム「BOOK☆WALKER」とドワンゴの電子書籍サービス「ニコニコ静画（電子書籍）」との連携、ならびに株式会社角川書店が「ニコニコ動画」と連携した無料WEB漫画誌 「角川ニコニコエース」を創刊[29]。
- 2012年
  - 5月 - 株式会社NTTドコモと株式会社角川書店（三代目法人）の合弁会社株式会社ドコモ・アニメストアを設立し、スマホ向けアニメ配信サービス開始。
  - 7月 - 連結子会社株式会社角川グループパブリッシングおよび角川出版販売株式会社が合併。
  - 12月20日 - 子会社・株式会社ブックウォーカーが電子書籍サービス「BOOK☆WALKER中文館（繁体字）」を開始[30]
- 2013年
  - 2月 - 株式会社角川アスキー総合研究所（初代）を設立。
  - 3月7日 - ドワンゴの子会社である株式会社スカイスクレイパーの株式60%を取得し子会社化、と同時に商号を「株式会社スマイルエッジ」に変更[31]。
  - 3月8日 - エイベックス・グループ・ホールディングス株式会社からドワンゴ株式を追加取得し12.23%を保有する第2位株主となる[32][33]。
  - 3月29日 - 株式会社角川ブックナビを設立。
  - 4月1日 - 株式会社角川グループパブリッシングを吸収合併し、事業持株会社体制に移行[16]。
  - 4月1日 - 子会社角川書店（三代目法人）の会社分割により、株式会社角川大映スタジオを設立。連結子会社中経出版および新人物往来社が合併[16]。

### KADOKAWA（初代）
- 2013年
  - 6月22日 - 商号を株式会社角川グループホールディングスから株式会社KADOKAWAに変更[17][34]。
  - 9月13日 - 月刊コミック電撃大王の増刊として、雑誌「コミック電撃だいおうじ」を刊行開始
  - 10月1日 - 連結子会社の株式会社アスキー・メディアワークス（旧メディアワークス）、株式会社エンターブレイン（旧ベストロン映画）、株式会社角川学芸出版（旧飛鳥企画）、株式会社角川書店（三代目法人）、株式会社角川プロダクション、株式会社角川マガジンズ（旧角川マガジングループ）、株式会社中経出版、株式会社富士見書房（二代目法人）、株式会社メディアファクトリー（旧リクルート出版）を吸収合併[17][34]。角川プロダクションを除く8社はいずれもブランドカンパニーとして存続する。この日より提供クレジットやCMの最後に挿入されるサウンドロゴも基本的にKADOKAWAに統一[注釈 1]し、商号に「角川」を冠したグループ企業についていた鳳凰マークも引き継いだ[注釈 2]。キャッチコピーは「新しい物語をつくろう。」。
  - 10月10日 - 「角川EPUB選書」を創刊[35]。
  - 10月22日 - KADOKAWA International Edutainment株式会社（現・KADOKAWA Contents Academy）を設立。
  - 10月25日 - ボカロコミックいっぱいの少女向けデジタルコミック誌「ミルフィ」本創刊[36]。
  - 12月26日 - 株式会社汐文社の発行済み株式を全取得し子会社化する[37]。
- 2014年
  - 1月 - 日本コカ・コーラ社との共同事業としてスマートフォン向け無料週刊誌「週刊ジョージア」を創刊[38]。
  - 3月3日 - 株式会社ドワンゴ、株式会社ハーツユナイテッドグループとの共同出資で株式会社リインフォースを設立[39]。
  - 3月22日 - ウェブコミックサービス『ComicWalker』をスタート[40]。
  - 3月31日 - 新規ネットサービス運営事業を分割し株式会社Walker47を設立[41]。
  - 4月1日 - 松原眞樹が代表取締役社長に就任。
  - 4月30日 - 美少女系コンテンツ雑誌『電撃G’sマガジン』からコミックコンテンツを独立させ、電撃ブランドのコミック誌『電撃G’sコミック』を刊行開始[42]。
  - 5月14日 - 株式会社ドワンゴとの統合契約書の締結および株式移転計画書の作成について発表[43][44]。
  - 5月21日 -トランスコスモス株式会社から株式会社フロム・ソフトウェアの株式を取得し、同社を子会社化[45]。
  - 5月30日 - 埼玉県所沢市と2012年に廃止となった旧所沢浄化センター跡地の売却に関する基本協定書の締結を発表[46]。同年10月に約33億円で所沢市から買収。
  - 6月14日 - 「富士見L文庫」創刊[47]。
  - 6月20日 - KADOKAWAのデジタル戦略子会社である株式会社ブックウォーカーが、NTTドコモの雑誌読み放題サービス「dマガジン」に雑誌専用ビューワーを提供[48]。
  - 6月30日 - KDDIのauユーザー向けアニメ配信サービス「アニメパス」の運営に協力[49]。
  - 9月5日 - 株式会社KADOKAWA Contents Academyの第一校「角川国際動漫教育」が台湾で開校
  - 9月25日 - カシオ計算機株式会社と音楽分野における協業により音楽レーベル「Mono Creation（モノ クリエーション）」を設立[50]。
  - 9月26日 - ドワンゴと同時に上場廃止。
  - 10月1日 - ドワンゴとの統合会社「株式会社KADOKAWA・DWANGO」を設立し、株式移転を実施、同社の完全子会社となる。
  - 10月6日 - ダ・ヴィンチ×niconico「次にくるマンガ大賞」創設[51]。
  - 10月15日 - 無料で読めるBLコミックサイト「COMICフルール」オープン[52]
  - 10月27日 - コミックジーン×pixivのWEBコミック誌「ジーンピクシブ」を開始
  - 12月3日 - エンタメ小説誌『文芸カドカワ』を電子書籍で創刊[53]。
  - 12月24日 - KADOKAWAのハイエンド書籍編集部を株式会社ドワンゴに移管し、ドワンゴとKADOKAWAの共同技術書出版レーベル「アスキードワンゴ (ASCII DWANGO)」を設立[54]。
- 2015年
  - 2月14日 - 漫画誌「COMIC it」創刊[55]
  - 2月17日 - 単子本レーベル「フルールコミックス」創刊[56]。
  - 3月31日 - 株式会社Walker47を吸収合併。
  - 4月1日 - KADOKAWAエンターブレインBCのゲームメディア関連事業、マーケティングリサーチ事業をKADOKAWA・DWANGOに移譲[57][58]。社内カンパニー制を廃止し、各ブランドカンパニーをジャンルごとの部局に再編（ブランド自体は存続）。子会社のKADOKAWA Contents Academy株式会社に海外需要開拓支援機構、紀伊國屋書店、パソナグループが資本参加[59]。
  - 4月15日 - 「ビーズログ文庫アリス」創刊[60]。
  - 10月1日 - 株式会社KADOKAWA・DWANGOからカドカワ株式会社に商号変更。
  - 10月15日 - 「it COMICS」創刊[61]。
  - 10月21日 - 小学生男児向けのゲーム総合誌「デンゲキバズーカ!!」創刊[62]。
  - 5月1日 - ComicWalker、ニコニコ静画、pixivコミックにてWEBレーベル「@vitamin（アット ビタミン）」を開始[63]
  - 5月21日 - 子会社台灣角川股份有限公司が、訪日外国人向けSIMカード「J Walker SIM」販売開始。
  - 7月1日 - ところざわサクラタウンの企画準備会社として株式会社ところざわサクラタウンを設立。
  - 7月21日 - 雑誌「第二次世界大戦映画DVDコレクション」創刊[64]。
  - 8月27日 - 4コマ誌『月刊コミックキューン』創刊[65]。
  - 10月1日 - 子会社・株式会社ブックウォーカーが電子書籍サービス「BOOK☆WALKER（英語版）」を開始
  - 10月30日 - 子会社のKADOKAWA HOLDINGS ASIA LTD.がマレーシアのコミック・児童書等の出版大手Art Square Groupの株式を取得し、KADOKAWA GEMPAK STARZがグループ入り。
  - 11月28日 - 電撃文庫×niconicoのメディアミックス企画、ユーザー参加型新感覚プロジェクト「多数決ドラマ」を開始。
  - 12月22日 - 『月刊少年エース』、『ヤングエース』、『ガンダムエース』、『月刊コンプエース』、『コンプティーク』の5誌のポータルサイト「webエース」をオープンし、webコミック誌『ヤングエースUP』を創刊[66]。
- 2016年
  - 2月15日 - 「Novel 0（ノベルゼロ）」創刊[67]。
  - 2月29日 - はてなとの共同開発でWEB小説投稿サイト『カクヨム』をサービス開始。
  - 3月30日 - 電子雑誌『週刊 東京ウォーカー＋（プラス）』創刊[68]。
  - 4月1日 - ネットの高校（単位・通信制）学校法人角川ドワンゴ学園「N高等学校」開校。
  - 4月11日 - 米国アニメ配信大手Crunchyrollと戦略的提携[69]。
  - 4月28日 - 子会社株式会社角川ゲームスに中国のAlpha Animation and Culture (Hong Kong) Ltd.と台湾のSNSplus Investco Co.,Ltd.が資本参加[70]。
  - 5月1日 - 子会社のKADOKAWA PICTURES AMERICA, INC.がアメリカ大手出版社アシェット・ブック・グループとの合弁会社Yen Press,LLCを設立。
  - 6月13日 - pixiv×KADOKAWAによるWEBエッセイコミック誌「ピクシブエッセイ」創刊[71]。
  - 7月1日 - コミック配信サイト「コミックNewtype」オープン[72]
  - 7月14日 - カドカワ株式会社が、双方向参加型の学習アプリ「N予備校」を一般公開。
  - 9月 - 子会社KADOKAWA HOLDINGS ASIA LTD.の合弁会社広州天聞角川動漫有限公司にテンセントが出資し、合弁体制を変更。タイの総合出版最大手Amarinグループとの合弁会社KADOKAWA AMARINを設立。
  - 11月22日 - 「角川まんが科学シリーズ」を創刊し、その第一弾として「どっちが強い!?」シリーズを刊行開始[73]。
- 2017年
  - 2月28日 - KADOKAWA GEMPAK STARTZ SDN BHDが、マレーシアで訪日旅行客向けの定期刊行誌「JapanWalkerマレーシア」を創刊[74]。
  - 4月5日 - 電子書籍レーベル「角川ebook」「角川ebooknf」創刊[75]。
  - 4月 - 「ハルタコミックス」 創刊。
  - 5月31日 - 文芸情報サイト『カドブン』オープン[76]。
  - 6月 - 子会社角川アスキー総合研究所の子会社株式会社クールジャパントラベルにWILLER株式会社が資本参加。
  - 6月 - 慶應義塾大学SFC研究所、講談社、集英社、小学館、出版デジタル機構と共同で慶應義塾大学湘南藤沢キャンパス（SFC）に、未来の出版に関する研究をおこなうAdvanced Publishing Laboratory（APL）を設置。
  - 6月21日 - 「角川まんが学習シリーズ『まんが人物伝』」創刊[77]。
  - 7月1日 - 会社分割により、雑誌『DVD＆ブルーレイでーた』および映画情報ウェブサイト『Movie Walker』の関連事業を株式会社エイガウォーカーに移管し、株式会社エイガウォーカーは株式会社ムービーウォーカーに商号変更[78]。
  - 7月3日 - カドカワ株式会社の会社分割により、ゲーム情報ポータル事業を担う株式会社Gzブレインを設立。
  - 9月25日 - コミックサイト「ComicWalker」にて、WEBレーベル「FLOScomic（フロースコミック）」を開始[79]
  - 9月25日 - ドラゴンエイジ増刊誌『別冊ドラゴンエイジ』刊行開始[80]。
  - 10月6日 - 月刊コミックビームのデジタル増刊『コミックビーム100』を創刊[81]。
  - 11月 - KADOKAWAの無料マンガサイト『ComicWalker』とドワンゴの無料マンガアプリ『ニコニコ漫画』の連携プロジェクトを始動[82]。
  - 11月 - 一般社団法人宮城インバウンドDMO、株式会社パソナと宮城県南への観光促進に関する協定を締結[83]。
- 2018年
  - 1月31日 - ところざわサクラタウンの地鎮祭を実施。社長の松原が、所沢市に本社機能の半分移転を検討していることを明らかにした。
  - 2月5日 - 単行本レーベル「FLOS COMIC（フロースコミック）」創刊[84]。
  - 3月20日 - コミックサイト「ComicWalker」にて、WEBレーベル「COMIC BRIDGE online （コミックブリッジ オンライン）」を開始[85]
  - 4月1日 - アスキー･メディアワークス事業局のアスキー事業を株式会社角川アスキー総合研究所に移管[86]。
  - 4月1日 - 子会社株式会社ブックウォーカーが、株式会社ドワンゴから株式会社トリスタの全株式を譲受し子会社化[87]。
  - 4月 - 株式会社ブックウォーカーのエンターテインメント事業部タレントデータベースグループの行う事業を吸収分割により承継。
  - 4月 - 株式会社C2プレパラートとの合弁会社として株式会社角川アーキテクチャを設立。
  - 4月2日 -  子会社KADOKAWA HOLDINGS ASIA LTD.が、中国市場向けマーケティング子会社として株式会社J-GUIDE Marketing（現・株式会社KADOKAWA Global Marketing）を設立[88]。
  - 4月4日 - サミー株式会社、株式会社ウルトラスーパーピクチャーズとの共同出資でハイブリッドデジタルアニメーション制作スタジオ「株式会社ENGI」を設立。
  - 9月14日 - 株式会社EiMとの協業で”現実世界”と”ライトノベル作品”の持つ世界観を結び繋げることをコンセプトとしたアパレルブランド「CONNECT:ED」をスタート[89]。
  - 6月15日 - スマートフォン向け公式アプリ「KADOKAWAアプリ」を配信開始[90]。
  - 6月29日 - 子会社株式会社K’s Labが、レストラン「INUA」を開業[91]。
  - 9月21日 - 「角川パーフェクト過去問シリーズ」刊行開始[92]。
  - 10月15日 - 単子本レーベル「ジーンLINEコミックス」刊行開始[93]。
  - 10月15日 - 電撃G'sコミック発のWEBレーベル「GコミAnothers」始動[94]
  - 11月8日 - 単子本レーベル「BRIDGE COMICS（ブリッジコミックス）」創刊[95]。
  - 12月7日 - ニコニコ漫画にて、WEBレーベル「ドラドラしゃーぷ#」を開始[96]
  - 12月14日 - 株式会社ドワンゴ・ 株式会社カラー・株式会社インクストゥエンター・アソビシステムホールディングス株式会社との共同出資でVTuberを起用したモーションキャプチャアニメの制作およびVTuberの開発・マネジメント・プロデュース等の事業を展開する合弁会社「株式会社リド」を設立[97]。
- 2019年
  - 1月17日 - 「電撃の新文芸」創刊[98]。
  - 2月5日 - 「ドラゴンノベルス」創刊[99]。
  - 3月19日 - ライトノベルのレコメンドサイト「キミラノ」サービス開始[100]
  - 4月1日 - カドカワ株式会社（親会社）の吸収分割により経営管理事業を継承し、株式会社ドワンゴ、株式会社Gzブレインおよび株式会社大百科ニュース社を完全子会社化[101]。役員管掌制から6本部制への組織再編を実施[102]。エンジニアリング子会社として株式会社KADOKAWA Connectedを設立。
  - 4月1日 - 電撃文庫×niconicoによるPC用ブラウザゲーム『エンゲージプリンセス』をサービス開始[103]。
  - 4月9日 - 株式会社ビルディング・ブックセンターが所有する角川本郷ビル（現・ナガセ本郷ビル）を売却[104]。
  - 5月 - 株式会社KADOKAWA KEY-PROCESS（初代）を設立。
  - 6月 - ビジネス領域を中心としたセミナー「KADOKAWAビジネスセミナー」の企画・制作・運営を本格始動[105]。
  - 6月6日 - “手に取れる”新しい物語をコンセプトとしたフィギュアブランド「KDcolle（KADOKAWAコレクション）」を設立[106]。

### KADOKAWA（2代目）
- 2019年
  - 7月1日 - KADOKAWA（初代）は、ビルディング・ブックセンターとKADOKAWA KEY-PROCESSの株式所有に関わる事業を除く全事業をカドカワ株式会社に簡易吸収分割で承継させ、出版物の製造・物流子会社を束ねる中間持株会社「株式会社KADOKAWA Future Publishing」に商号変更し[107]、資本金および資本準備金の額を減少[108]。関谷幸一が代表取締役社長に就任[109]。カドカワ株式会社は株式会社KADOKAWAへ商号変更[107]。
  - 7月1日 - 株式会社ブシロードおよび、株式会社キネマシトラスとのアニメ制作における包括的業務提携を締結[110]。
  - 7月1日 - ブックウォーカー、株式会社GeeXPlusを設立。
  - 7月26日 - コミックサイト「ComicWalker」にて、月刊少年エース発のWEBレーベル「少年エースplus」を開始[111]
  - 8月22日 - シネマサンシャインを経営する佐々木興業と戦略的パートナーシップを構築し、グランドシネマサンシャインにおいて、KADOKAWAが配給を行う劇場アニメーション作品を「EJアニメシアター池袋」のブランド名で上映[112]。
  - 9月10日 - 株式会社角川クラフト（令和元年6月3日設立）、特例子会社に認定[113]。
  - 9月14日 - 熊本市内の複合商業施設「SAKURA MACHI Kumamoto」にて、九州におけるKADOKAWAプロデュースの拠点「九州アニメデッキ」をオープン[114]。
  - 10月1日 - IPクリエイション事業本部コミック&キャラクター局電撃ゲームメディア編集部のコミックコンテンツ編集課を除く全事業を会社分割により子会社株式会社Gzブレインへ承継。Gzブレインは株式会社KADOKAWA Game Linkageに商号変更[115]。
  - 10月15日 - 台湾角川、GAMANIAと共同で我傳媒科技股份有限公司（WalkerMedia）を設立[116]。
  - 10月18日 - 韓国実力派グループ、赤頬思春期の日本オフィシャルファンクラブ「loBoly JAPAN」を発足・運営[117]。
  - 10月31日 - ところざわサクラタウンの詳細が椿山荘で発表され、開業日は2020年7月17日と発表した。
  - 11月1日 - 鎌倉市と連携協定を締結[118]。
  - 11月5日 - カドカワストアで動画販売・配信サービス「カドカワストア.tv」を開始[119]。
  - 11月19日 - コミックサイト「ComicWalker」にて、WEBレーベル「COMIC Hu」を開始[120]
  - 11月28日 - 成田国際空港 第2旅客ターミナル本館2階に、アニメをテーマにした物販と飲食による体験型エンターテインメント施設「成田アニメデッキ」をオープン[121]。
  - 12月11日 - 株式会社キネマシトラスと資本業務提携[122]。
  - 12月20日 - 小学生向けのゲームを中心とした実況チャンネル「チャンネルクロス」を動画共有サービスYouTubeにオープン[123]。
  - 12月27日 - 朗読劇ブランド「READPIA」プロジェクトが発足[124]。
- 2020年
  - 1月30日 - アニメ・コミック・ライトノベル・ゲームの海外ファン向けオンライン公式グッズストア 「EJ ANiME STORE（イージェー・アニメ・ストア）」をオープン[125]。
  - 4月30日 - 埼玉県所沢市の文化複合施設「ところざわサクラタウン」竣工
  - 6月4日 - 単行本レーベル「ヒューコミックス」を創刊[126]。
  - 7月1日 - 特例子会社・株式会社角川クラフトが、埼玉県所沢市の「ところざわサクラタウン」にて、学童施設「サクラタウン児童クラブ」を開所
  - 8月3日 - 埼玉県所沢市の「ところざわサクラタウン」にて、レストラン「角川食堂」を開業[127]
  - 8月 - 韓国のネット大手カカオが5％超の株式を取得[128]。
  - 9月1日 - 会社分割により、UGC・インディゲーム事業を担う株式会社Gotcha Gotcha  Gamesを設立[129]。
  - 9月3日 - ニコニコ漫画にて、WEBレーベル「ドラドラふらっと♭」を開始[130]
  - 10月1日 - 本部制を廃止し、グループ全体を13領域のグループへ組織再編[131]。
  - 10月1日 - 埼玉県所沢市の「ところざわサクラタウン」にて、アニメをテーマにしたコンセプトホテル「EJアニメホテル」を開業[132]
  - 11月6日 - 埼玉県所沢市の文化複合施設「ところざわサクラタウン」グランドオープン。
  - 11月6日 - 埼玉県所沢市の「ところざわサクラタウン」にて、直営書店「ダ・ヴィンチストア」を開業[133]
  - 11月6日 - 子会社・株式会社角川アスキー総合研究所が、埼玉県所沢市の「ところざわサクラタウン」にて、店主ブッキング型のラーメン店「ラーメンWalkerキッチン」を開業[134]
- 2021年
  - 2月19日 - 株式会社サイバーエージェント及びソニー株式会社（現・ソニーグループ株式会社）を割当先とする第三者割当を実施[135]
  - 3月2日 - 株式会社Link－Uとの共同事業により、スマートフォン用アプリ『電撃ノベコミ』をリリース[136]。
  - 3月5日 -  単行本レーベル「ヴァンプコミックス」創刊。WEBレーベル「COMIC VAMP」開始[137]。
  - 3月31日 -  男性の恋活・婚活を女性目線でサポートするサービス「NOVIO（ノービオ）」リリース[138]。
  - 4月20日 - 新漫画誌『青騎士』創刊[139]。
  - 4月28日 - 米J-Novel Club LLCの買収を完了[140]。
  - 5月28日 - 学習図鑑シリーズ『角川の集める図鑑GET!』を創刊[141]
  - 6月1日 - 3DCGアニメーション・VFX制作スタジオ株式会社Studio KADANを設立[142]。
  - 6月18日 - TLコミックレーベル「Pomme Comics（ポムコミックス）」を創刊[143][144]。
  - 6月22日 - 夏野剛が代表取締役社長に、山下直久が代表取締役に就任。
  - 7月1日 - グループ全体を13領域から11領域へ再整理。
  - 7月1日 - ビジネスプロデュース局に係る事業を株式会社角川アスキー総合研究所に移管[145]。
  - 7月16日 - コミックサイト「ComicWalker」にて、MFCレーベルのオリジナル作品を集めた新ブランド「WebComic アパンダ」が誕生[146]。
  - 8月1日 - 日本人占い師＆台湾人占い師による占いや開運情報などをお届けするWebサイト「フォーチュン男子」開設[147]。
  - 8月11日 - フルカラーの縦スクロールコミックとして「タテスクコミック」レーベルを開始[148]。
  - 8月30日 - 「電撃G'sマガジン」より、音声作品専門レーベル「G’sこえけん～G’s音声活動研究会～」が誕生[149]。
  - 9月17日 - 「WEBデンプレコミック」を、ヤングWEBコミックマガジン「電撃コミック レグルス」へリニューアル[150]。
  - 10月1日 - ECサイト「エビテン（ebten）」と関連する事業を株式会社KADOKAWA Game Linkageに移管[151]。
  - 10月26日 - 子会社・台灣角川股份有限公司が、中国語繁体字による小説連載プラットフォーム「KadoKado 角角者」を開始[152]
  - 11月5日 - 新しい物語コンテンツの形である『聴くanime』、および聴くanimeレーベル『STUDIO koemee』（スタジオ コエミー）を始動[153]。
  - 11月15日 - Tencent Holdings Limitedの子会社であるSixjoy Hong Kong Limitedを割当先とする第三者割当を実施[135]
  - 12月1日 - デジタル事業グループ  デジタルコンテンツ局  生活情報事業推進部  3分クッキング編集部に係る、雑誌『3分クッキング』および関連ムックの出版（電子出版を含む）その他一切の事業を株式会社毎日が発見に移管[154]。
- 2022年
  - 1月1日 - 連結子会社の株式会社キャラアニを吸収合併[155]。
  - 1月12日 - コミックエッセイ電子書籍新レーベル「LScomic」を始動[156]。
  - 3月14日 - プレスリリース配信代行サービス「PressWalker（プレスウォーカー）」を開始[157]。
  - 4月2日 - 「ところざわサクラタウン」4階に、eスポーツ専用の施設「FAV ZONE」をオープン[158]。
  - 4月4日 - 東京証券取引所の市場区分の見直しにより、東京証券取引所の市場第一部からプライム市場に移行。
  - 5月17日 - 株式会社ヌルサクと共同で、「ボイスドラマ」の配信と販売ができる声に特化したマーケットプレイス「mimicle（ミミクル）」をサービスを開始[159]
  - 6月24日 - 監査等委員会設置会社へ移行。
  - 7月1日 - 連結子会社である株式会社角川大映スタジオのプロダクション事業を吸収分割の方法により当社へ承継[160]。
  - 7月13日 - 月刊コミックフラッパーの増刊として、雑誌「コミックアルナ」を刊行開始[161]
  - 7月27日 - コミックサイト「ComicWalker」にて、月刊コミックアライブ発のWEBレーベル「アライブ+」を開始[162]
  - 8月31日 - 株式会社TIMO Japan（現・株式会社KADOKAWA K＋）の連結子会社化を完了[163]。
  - 9月 - 子会社・株式会社フロム・ソフトウェアが、Tencent Holdings Limitedの子会社であるSixjoy Hong Kong Limited及びソニーグループ株式会社の子会社である株式会社ソニー・インタラクティブエンタテインメントを割当先とする第三者割当を実施[9]
  - 9月14日 - 取締役会長の角川歴彦が東京オリンピック・パラリンピックを巡る汚職事件に関連した贈賄容疑で逮捕[164]。
  - 10月4日 - 取締役会長の角川歴彦が東京地検特捜部に贈賄罪で起訴され[165]、同日、会長職を辞任する意向を弁護団を通じて明らかにした[166]。その後、角川歴彦、松原眞樹は10月5日、会長職、副会長職からの辞任を取締役会で承認した。また、中村直人がガバナンス検証委員会委員長に就いた[167][168]。
  - 10月28日 - PlayStation用ソフトウェア（PS4版とPS5版）「コール オブ デューティ モダン・ウォーフェアII」を国内流通代理店としてパッケージ販売し、ゲーム流通事業に参入[169]。
  - 10月28日 - 様々なジャンルのアナログゲームを販売するブランド「カドアナ」を設立[170]
  - 11月1日 - Anime News Network Inc.との間で、同社のメディア事業の買収に合意[171]。
  - 11月4日 - 角川歴彦が取締役を辞任[172]。
  - 11月11日 - 海外連結子会社であるKADOKAWA GEMPAK STARZ SDN BHDが、Web3向けオープンソースIP「GIRYPTO（ギリプト）」をリリースし、第1弾としてNFTプロジェトを始動[173]
- 2023年
  - 3月28日 - 電子書籍サービス「BOOK☆WALKER Thailand」を開始
  - 3月31日 - 松原眞樹が取締役を辞任
  - 6月22日 - ガバナンスの強化を目的として監査等委員会設置会社から指名委員会等設置会社へ移行。同日付で代表取締役社長執行役員の夏野剛が取締役・代表執行役社長兼CEO、代表取締役執行役員CHRO兼CLMOの山下直久が取締役・代表執行役CHRO兼CLMOにそれぞれ就任
  - 6月 - 株式会社KADOKAWA Future Publishingの代表取締役社長に佐藤忍が就任。
  - 7月1日 - 連結子会社である株式会社ビルディング・ブックセンターの事業のうち、ビルメンテナンス事業を吸収分割の方法により当社へ承継[174]
  - 7月20日 - 連結子会社である株式会社バンタンが運営するIT専門校「バンタンテックフォードアカデミー」の名称を変更し、「KADOKAWAドワンゴ情報工科学院」としてリニューアル[175]
  - 9月29日 - 新規プロジェクト『KADOKAWA PLASTIC MODEL SERIES（カドカワ プラスチックモデル シリーズ）』を発表[176]
  - 10月 - グループ連結子会社であるJ-Novel Club LLCがドイツに完全子会社であるJNC Nina GmbHを設立し、ライトノベル電子出版事業の欧州展開を開始[177]
  - 12月1日 -連結子会社である株式会社KADOKAWA Future Publishingが、株式会社KADOKAWA KEY-PROCESS（初代）を吸収合併、株式会社KADOKAWA KEY-PROCESS（2代目）に商号変更。株式会社KADOKAWA KEY-PROCESS（2代目）の代表に伊藤正人が就任。
  - 12月1日 - 任天堂株式会社とのゲーム著作物の利⽤に関する包括的許諾契約を締結[178]
  - 12月1日 - 株式会社カプコンとの著作物の利⽤に関する包括的許諾契約を締結[179]
  - 12月13日 - 無料コミックポータルサイト「ComicWalker」を「カドコミ」に名称変更
  - 12月26日 - 株式会社アクワイアの完全子会社化[180][181]。
- 2024年
  - 1月 - 連結子会社であるKADOKAWA AMARIN COMPANY LIMITEDが、タイでマンガ・ライトノベルを刊行する出版社First Page Pro Ltd.の株式を取得し、子会社化[182][183]
  - 1月31日 - 連結子会社である株式会社ブックウォーカーが、株式会社ACCESSの電子出版事業の一部を会社分割により承継した株式会社PUBLUSを完全子会社化[184]
  - 3月 - インドネシア最大手の出版社グループと最大の書店網を有するPT Gramedia Asri Mediaとの間で、マンガ・ライトノベルなどのインドネシア語翻訳出版事業、関連グッズの販売事業、デジタルプラットフォーム運営事業の共同展開を目的とする合弁会社「PT PHOENIX GRAMEDIA INDONESIA」をインドネシアに設立[185][183]
  - 3月13日 - Web小説サイト「カクヨム」において、有料会員向けのサブスク読書サービス「カクヨムネクスト」をリリース[186]
  - 4月1日 - デジタルコンテンツ局 レタスクラブ事業部 レタスクラブ編集部およびレタスクラブWEB編集部に係る、生活情報誌「レタスクラブ」事業に関して有する権利義務を吸収分割の方法により当社連結子会社である株式会社毎日が発見へ移管[187]
  - 4月3日 - 連結子会社である株式会社バンタンが、KADOKAWAアニメ・声優アカデミー専門部、KADOKAWAアニメ・声優アカデミー高等部、KADOKAWAアニメ・声優アカデミー大学部、KADOKAWAマンガアカデミー高等部、KADOKAWAマンガアカデミー大学部等を開校[188]
  - 4月26日 - 就労継続支援事業などを手掛けるWin Graffiti株式会社を子会社化[189]
  - 5月 - 韓国における総合エンターテインメント企業であるBY4M STUDIOとの間で、BY4Mの出版事業部門を分割して文芸・ライトノベル・コミックなど日本のコンテンツを翻訳出版する合弁会社「O’FAN HOUSE Co., Ltd.」を韓国に設立[190][183]
  - 5月8日 - 韓国のゲーム会社VIC GAME STUDIOSと資本業務提携契約を締結、KADOKAWAがVIC社の持分比率第3位の株主となる[191]
  - 5月31日 - アナログゲームの企画・製造・販売等を行う株式会社アークライトの全株式を取得し、子会社化[192][14]
  - 5月 - アニメーション制作スタジオとして、株式会社ベルノックスフィルムズを設⽴し、2024年7⽉1⽇より営業を開始[193]
  - 8月7日 -  単行本レーベル「カドコミ」刊行開始[194]。
  - 10月 - 欧州の大手出版系エンターテインメント・グループであるMédia-Participations Paris傘下のフランス・ベルギー大手コミック出版社Éditions Dupuis S.A.との間で、世界のフランス語圏市場向けに日本や韓国発のコミック、ライトノベルなどのコンテンツを翻訳出版する合弁会社を設立すべく、Dupuisの既存出版レーベルであるVega関連の事業を分社化し、合弁会社「VEGA SAS」をフランスに設立[195]
  - 10月10日 - 株式会社動画工房の株式の80％を取得し、子会社化
  - 11月6日 - オンラインショッピングサイト「カドカワストア」が「カドスト」としてリニューアルオープン[196]
  - 12月16日 - 株式会社カカオピッコマと共同開発した電子マンガマガジン「MANGAバル」のサービス開始[197]
  - 12月19日 - ソニーグループ株式会社との資本業務提携を締結。2025年1月7日にソニーグループがKADOKAWAの新株式1205万4100株を取得しKADOKAWAの筆頭株主となる[198]
- 2025年
  - 2月17日 - 株式会社チップチューンの株式を取得し、子会社化[199]
  - 4月14日 -  単行本レーベル「MANGAバル コミックス」刊行開始
  - 5月27日 -  イタリアで主にマンガ・ライトノベルを刊行する出版社Edizioni BD S.r.lの株式を取得し、子会社化[200]
  - 7月15日 -  エンタメ小説＆カルチャーWEBメディア「メクリメクル」を創刊[201]

## 主な発行書籍

### 一般文庫
- 角川文庫
- 角川ホラー文庫
- 角川ソフィア文庫
- メディアワークス文庫
- 富士見L文庫

### ライトノベル
- 電撃文庫
- 角川スニーカー文庫
- 富士見ファンタジア文庫
- MF文庫J
- ファミ通文庫
- ビーズログ文庫
- 角川ビーンズ文庫
- 角川ルビー文庫
- ジュエル文庫

### 新文芸
- MFブックス（フロンティアワークスと共同）
- カドカワBOOKS
- ドラゴンノベルス
- 電撃の新文芸

### コミック
- カドコミ
- 角川コミックス・エース
- 電撃コミックスNEXT
- MFコミックス
- ドラゴンコミックスエイジ
- ビームコミックス
- ハルタコミックス
- 青騎士コミックス
- ヒューコミックス
- ヴァンプコミックス
- フロースコミック
- あすかコミックスDX
- シルフコミックス
- ビーズログコミックス
- BRIDGE COMICS
- フルールコミックス
- B’s-LOVEY COMICS
- ジーンLINEコミックス
- MANGAバル コミックス
- Pomme Comics[144][143]

### 電子書籍
- オシリス文庫
- eロマンスロイヤル
- TL☆恋乙女ブック
- BL☆美少年ブック
- オシリスコミックス
- タテスクコミック[148]

### その他の書籍
- 角川新書
- 角川選書
- 角川新字源 - 度々改訂版
- 角川つばさ文庫
- 角川まんが学習シリーズ
- 角川の集める図鑑GET!

## 主な雑誌

### 実用誌
- レタスクラブ（発行：KADOKAWA LifeDesign、毎月25日発売）
- 3分クッキング 日本テレビ版（発行：KADOKAWA LifeDesign、毎月16日発売）
- 3分クッキング CBCテレビ版（発行：KADOKAWA LifeDesign、毎月16日発売）

### テレビ情報誌
- 月刊ザテレビジョン（毎月24日発売）

### 映像エンターテインメント情報誌
- DVD&動画配信でーた（発行：ムービーウォーカー、毎月20日発売）　 - 以前の雑誌名は「月刊ビデオでーた（1987）」「ビデオでーた（1987-1996)」「ビデオ&DVDでーた（1996-2000）」「DVD&ビデオでーた（2000-2005）」「DVDでーた（2005-2010）」「DVD&ブルーレイでーた（2010-2018）」

### ゲーム情報誌
- 週刊ファミ通（発行：KADOKAWA Game Linkage、毎週木曜日発売）
- B's-LOG（発行：KADOKAWA Game Linkage、毎月20日発売）
- 電撃Nintendo（発行：KADOKAWA Game Linkage、偶数月21日発売）
- コンプティーク（毎月10日発売）

### アニメ情報誌
- 月刊ニュータイプ（毎月10日発売）

### イラスト雑誌
- 電撃萌王（偶数月30日発売）

### コミック誌
- 月刊コミック電撃大王（毎月27日発売）
  - コミック電撃だいおうじ
- 電撃マオウ（毎月27日発売）
- 月刊少年エース（毎月26日発売）
- ヤングエース（毎月4日発売）
  - エメラルド
- ガンダムエース（毎月26日発売）
- 月刊コンプエース（毎月26日発売）
- 月刊ドラゴンエイジ（毎月9日発売）
  - ヤングドラゴンエイジ
- コミックフラッパー（毎月5日発売）
  - コミックアルナ
- 月刊コミックアライブ（毎月27日発売）
- コミックキューン（毎月27日発売）
- コミックビーム（毎月12日発売）
- 月刊コミックジーン（毎月15日発売）
- ASUKA（奇数月24日発売）

### 本の情報誌
- ダ・ヴィンチ（毎月6日発売）

### 文芸誌
- 短歌（発行：角川文化振興財団、毎月25日発売）
- 俳句（発行：角川文化振興財団、毎月25日発売）

### キャラクター誌
- LoveLive!Days（毎月末30日発売）

### ムック
- ラーメンウォーカー（発行：角川アスキー総合研究所）
- 関西ウォーカー
- 東海ウォーカー
- 花時間[注釈 3]
- 週刊アスキー特別編集（発行：角川アスキー総合研究所）
- てれびげーむマガジン（発行：KADOKAWA Game Linkage）
- ぴこぷり（発行：KADOKAWA Game Linkage）
- 怪と幽
- 短歌年鑑（発行：角川文化振興財団）
- 俳句年鑑（発行：角川文化振興財団）
- 別冊カドカワ
- グラビアザテレビジョン
- GIRLS-PEDIA
- My Girl
- BoyAge -ボヤージュ-
- TYPE-MOONエース

### コミックアンソロジー
- ハルタ
- 青騎士（偶数月20日発売）

### フリーマガジン
- 週刊アスキー 秋葉原限定版（発行：角川アスキー総合研究所）
- シネコンウォーカー（発行：ムービーウォーカー）
- ハイウェイウォーカー（発行：角川アスキー総合研究所、制作協力：ネクスコ東日本エリアトラクト）
- わんにゃんウォーカー（発行：角川アスキー総合研究所、全国版の広告・企画・制作：兼松）

### 電子雑誌
- 週刊アスキー（発行：角川アスキー総合研究所）
- 小説 野性時代
- B's-LOG COMIC
- CIEL

## WEBメディア
- レタスクラブニュース（運営：KADOKAWA LifeDesign）
- 毎日が発見ネット（運営：KADOKAWA LifeDesign）
- ウォーカープラス
- エリアLOVEWalker（運営：角川アスキー総合研究所）
- WEBザテレビジョン
- MOVIE WALKER PRESS（運営：ムービーウォーカー）
- サラブレモバイル
- KADOKAWAセミナー
- ASCII.jp（運営：角川アスキー総合研究所）
- 週刊アスキー（運営：角川アスキー総合研究所）
- ファミ通.com（運営：KADOKAWA Game Linkage）
- ファミ通App（運営：KADOKAWA Game Linkage）
- 電撃ホビーウェブ
- ダ・ヴィンチWeb
- 電撃オンライン（運営：KADOKAWA Game Linkage）
- B’s-LOG.com（運営：KADOKAWA Game Linkage）
- カドブン
- 電撃ノベコミ＋
- メクリメクル ※ライトノベルのレコメンドサービス
- ヨメルバplus／ヨメルバひろば ※児童書ポータルサイト
- WebNewtype
- PressWalker
- KadoKado 角角者[152]（運営：台灣角川股份有限公司）
- ニコニコニュース（運営：ドワンゴ）
- ANIME NEWS NETWORK（運営：ANIME NEWS NETWORK LLC）
- 読書メーター（運営：ドワンゴ）
- QRouton（運営：ドワンゴ）QRコード&短縮URLサービス
- KADOKAWA-ID ※ID認証サービス

### Webコミック
- カドコミ
- ニコニコ漫画（運営：ドワンゴ）
- Webエース（ヤングエースUP ・少年エースplus・TYPE-MOONコミックエース）

### 小説投稿サービス
- カクヨム（はてなと共同）

### 動画配信サービス
- ニコニコ（運営：ドワンゴ）
- カドスト.tv（動画配信システム：クラストリーム）

### 動画チャンネル
- KADOKAWAanime（YouTube）
- KADOKAWAオフィシャルチャンネル（YouTube）
- KADOKAWA映画（YouTube）
- KADOKAWAチャンネル（Amazon Prime Video[202]）
- 角川シネマコレクション[203]（YouTube）
- 角川書店ブックチャンネル（YouTube）
- 電撃文庫チャンネル（YouTube）
- mediafactory（YouTube）
- KADOKAWA児童図書チャンネル（YouTube）
- KADOKAWA最強歴史チャンネル[204]（YouTube）
- KADOKAWA最強理科チャンネル[204]（YouTube）
- 最強雑学クイズ[205]（YouTube）
- ペケペケ！ペケッツくん[206]（YouTube）
- カドアナ【KADOKAWA×アナログゲーム】[207]（YouTube）
- KADOKAWAサクラナイツ公式チャンネル（YouTube）
- KADOKAWA DREAMS「カドゆめ！」チャンネル[208]（ニコニコチャンネル）
- KON'CHA（Facebook・YouTube）
- キトラ[209]（YouTube・ニコニコチャンネル）
- アニメ ダ・ヴィンチ（YouTube）
- エースこみっくチャンネル[210]（YouTube）
- ドラドラプラス（YouTube）
- コミックジーンチャンネル[211]（YouTube）
- STUDIO koemee（YouTube）
- アンジェンテ【BLボイスコミックチャンネル】[212]（YouTube）
- CIELフルールチャンネル[213]（YouTube）
- クトゥルフ神話TRPGチャンネル（YouTube・ニコニコチャンネル）※更新終了
- チャンネルクロス（YouTube）
- しょにおや!チャンネル[214]（YouTube）
- 電撃ガルスタch（YouTube・ニコニコチャンネル）
- ファミ通TUBE（YouTube／提供：KADOKAWA Game Linkage）
- 電撃オンライン（YouTube／提供：KADOKAWA Game Linkage）
- 格ゲーチャンネル@りーさるぷらん（YouTube／提供：KADOKAWA Game Linkage）
- アスキー（YouTube／提供：角川アスキー総合研究所）

### ファンコミュニティ
- G‘sチャンネル（sheeta）
- 川原 礫 チャンネル（ニコニコチャンネル）
- さんたく!!!ぷらす[215]（ニコニコチャンネル・YouTube）
- 岩崎諒太が体を張って何かをする番組（ニコニコチャンネル）
- 河野ひよりの晴れノチひより（ニコニコチャンネル）
- 竹内栄治のゼロから職人（ニコニコチャンネル）
- 小泉萌香のもえの~と ~moe's note~（ニコニコチャンネル）
- 阿部敦とKENNの今日はべっけんです!!（ニコニコチャンネル）
- 浅沼晋太郎・土田玲央『不思議堂【黒い猫】』[216]（ニコニコチャンネル）
- 青山なぎさの勝手にIMO協会[217]（ニコニコチャンネルプラス）
- 伊達さゆりのあと8cmは伸ばせます！[218]（ニコニコチャンネルプラス）
- 平山笑美のぽっち・ぼっち[219]（ニコニコチャンネルプラス）
- グラビアごはん「グラ飯」（ニコニコチャンネル）
- 天知遥と小山ハルのはるはる＋（ぷらす）[220]（ニコニコチャンネルプラス）
- 深町寿成のVバラ！！！[221]（ニコニコチャンネルプラス）
- 鈴原希実のわたしの人生、のんフィクション。[222]（ニコニコチャンネル）
- かみ×こま＋[223]（ニコニコチャンネル）
- 坂倉花のにゃんでもやります！[224]（ニコニコチャンネルプラス）
- 木村良平・岡本信彦の電撃Girl's&Boy'sSmile[225]（ニコニコチャンネル／提供：KADOKAWA GROUP/株式会社ドワンゴ）
- 逢田梨香子×ザテレビジョン「逢いたい！」[226]（ニコニコチャンネル／提供：KADOKAWA GROUP/株式会社ドワンゴ）
- 蒼木陣×ザテレビジョン「にゃんと陣の生放送やっちゃいます！」[227]（ニコニコチャンネル／提供：KADOKAWA GROUP/株式会社ドワンゴ）
- 月刊染谷マガジン[228]（ニコニコチャンネル／提供：KADOKAWA GROUP/株式会社ドワンゴ）
- 沢口愛華のオフタイム[229]（ニコニコチャンネル／提供：KADOKAWA GROUP/株式会社ドワンゴ）
- SKE48非公式ちゃんねる[230]（ニコニコチャンネル／提供：KADOKAWA GROUP/株式会社ドワンゴ）
- 真山りかのアニメ300％[231]（ニコニコチャンネル／提供：KADOKAWA GROUP/株式会社ドワンゴ）
- ミルクティーの裏側の世界[232]（ニコニコチャンネル／提供：KADOKAWA GROUP/株式会社ドワンゴ）
- 根岸愛・反田葉月の大きな声では言えません[233]（ニコニコチャンネルプラス／提供：KADOKAWA GROUP/株式会社ドワンゴ）
- 野中ここなのREC中！[234]（ニコニコチャンネルプラス／提供：ドワンゴ）
- 菅叶和のカンがえるな、カンじろ！～Don't Think. Feel～[235]（ニコニコチャンネルプラス／提供：ドワンゴ）
- ぶいすぽっ！ニコニコオフィシャル[236]（ニコニコチャンネル／提供：ドワンゴ）
- 今井麻美のSSGチャンネル（ニコニコチャンネル／提供：KADOKAWA Game Linkage）
- 青木瑠璃子のアイコン（ニコニコチャンネル／提供：KADOKAWA Game Linkage）

### MCN
- KADOKAWA Creator Support Program（YouTubeマルチチャンネルネットワーク） - YouTubeでの「二次創作」「切り抜き」管理・収益分配サービス[237]
- 株式会社KADOKAWA Global Marketing（中国SNSサービスWeibo認定のMCN）
- 株式会社GeeXPlus（英語圏インフルエンサーによるプロモーション事業）

### EC
- カドスト - KADOKAWAの発売中の全書籍と雑誌、グッズが購入できる公式ショッピングサイト。
  - ケツジツ - 受注生産販売プラットフォーム
- くじ引き堂
- キャラアニ.com
- エビテン(ebten)（運営：KADOKAWA Game Linkage）
- アスキーストア（運営：角川アスキー総合研究所）
- KADOKAWA online shop（運営：角川アスキー総合研究所）
- やさしい暮らしの店 by 毎日が発見（運営：KADOKAWA LifeDesign）
- ドワンゴジェイピーストア（運営：ドワンゴ）
- ドワンゴチケット（運営：ドワンゴ）

### 電子書籍配信サービス
- BOOK☆WALKER（運営：ドワンゴ）
- BOOK☆WALKER GLOBAL（運営：M12 Media LLC）
- BOOK☆WALKER台湾（運営：台灣漫讀股份有限公司）
- BOOK☆WALKER Thailand
- J-Novel Club（運営：M12 Media LLC）
- JNC Nina（運営：JNC Nina GmbH）

### 音楽配信サービス
- ドワンゴジェイピー（運営：ドワンゴ）
- animelo mix（運営：ドワンゴ）

### オーディオブック配信サービス
- dwango.jp AUDIOBOOK（運営：ドワンゴ）

## アニメ・実写映像事業
アニメ・実写映像事業では、実写映像及びアニメの企画・製作・配給等、映像配信権等の権利許諾、映像パッケージソフト（セル・レンタル）の販売などを行っている。
ライセンス収入において、映像部門参加のアニメはアニメ・実写映像セグメントのライセンス収入として、出版部門参加のアニメは出版・IPセグメントのライセンス収入としてそれぞれ計上されている。
映像配信では『とある魔術の禁書目録シリーズ』（アスキー・メディアワークス製作）などKADOKAWAからビデオグラム化されていない作品も含まれている。
- KADOKAWA（映画ブランド） - 洋画邦画問わず、配給事業も行っている。
  - 角川ANIMATION（劇場アニメ配給レーベル[239]）
  - 角川シネマコレクション - 大映、角川映画、日本ヘラルド映画の貴重なライブラリー作品の次世代継承を目的としたブランド。
- KADOKAWA Animation - アニメ専門映像レーベル。主に、社内外原作のアニメやオリジナルアニメのパッケージソフト化に力を注いでいる。作品一覧については、角川書店#角川アニメ、メディアファクトリー#アニメを参照。

### 音楽事業
アニメ・映画音楽の制作と音楽配信権の権利許諾、音楽CDの販売、音楽著作権の管理を行っている。
- KADOKAWA（音楽レーベル） - メディアファクトリーの音楽事業。アニメサウンドトラックやキャラクターソング、アニメタイアップアーティストのCD販売と音楽配信権の許諾を行っている。所属アーティストについては、メディアファクトリー#所属アーティストを参照。
- エビテンレコード（発売：KADOKAWA Game Linkage[240]）[241] - ECサイトエビテン内で展開しているゲームサントラを中心としたCDショップ「エビテンレコード」のCDレーベル。専売商品を除きソニー・ミュージックソリューションズに販売を委託。

### シアター関連事業
- 角川シネマ有楽町（千代田区有楽町） - 読売会館8階に入居しているミニシアター。ユナイテッド・シネマに運営委託。
- ムビチケ（運営：ムービーウォーカー）

## ゲーム事業
ゲームソフトウエアおよびネットワークゲームの企画・開発・販売、権利許諾を行っている。ここでは、近年、KADOKAWA名義でゲーム事業を展開しているゲームを記載する。その他のものに関しては、Gotcha Gotcha Games、角川書店#ゲームソフト、アスキー・メディアワークス#ゲームソフト、エンターブレイン#主なコンピュータゲーム、富士見書房#主なゲーム、メディアファクトリー#コンピュータゲーム、角川ゲームス#主なタイトル、フロム・ソフトウェア#ゲームソフトウェア、ドワンゴ#ゲーム関連事業、ドワンゴ#終了したサービス、スパイク・チュンソフト#タイトル一覧、アクワイア (ゲーム会社)#ゲームソフトを参照。

### ダウンロード＆パッケージゲームソフト
- Slow living with Princess
- OVERLORD: ESCAPE FROM NAZARICK[242]
- 少年探偵団と丘の上の奇妙なカラクリ屋敷（Nintendo Switchダウンロード専用ソフト）[243]
- うんこカレー（Nintendo Switchダウンロード専用ソフト）[244]
- 菓子道（Nintendo Switchダウンロード専用ソフト）[245]
- Mayhem Maidens[246]
- まだ猫は逃げますか？[247]

### スマートフォンアプリ
- 城姫クエスト 極 （GREE、AZITOと共同）
- 陰の実力者になりたくて！マスターオブガーデン（株式会社Aimingと共同）
- クトゥルフ神話TRPG ルールブックPLUS[248]

### アナログゲーム
- 富士見ドラゴンブック（テーブルトークRPGレーベル）
- カドアナ（アナログゲームブランド）
  - 菓子道（ボードゲーム）
  - オーバーロード Imagine stories（物語創生カードゲーム）
  - ボコスカチェス（対戦型ボードゲーム）
  - ようこそ実力至上主義の教室へ カードゲーム（対戦型カードゲーム）
  - Re:ゼロから始める異世界生活 カードゲーム（対戦型カードゲーム）
  - #コンパス2.0 バトル大富豪（対戦型カードゲーム）
  - 盾の勇者の成り上がり カードゲーム Episode -Wave of Catastrophe-（1人用カードゲーム）

## 教育・EdTech事業
- Vantan
  - KADOKAWAドワンゴ情報工科学院
  - KADOKAWAアニメ・声優アカデミー
  - KADOKAWAマンガアカデミー
- ZEN Study（運営：ドワンゴ）

## その他事業

### キャラクターグッズ等の企画・販売
- KDcolle（フィギュアブランド）
- CAworks（フィギュアブランド）
- KADOKAWA PLASTIC MODEL SERIES（プラスチックモデルシリーズ）

### IP体験施設の運営

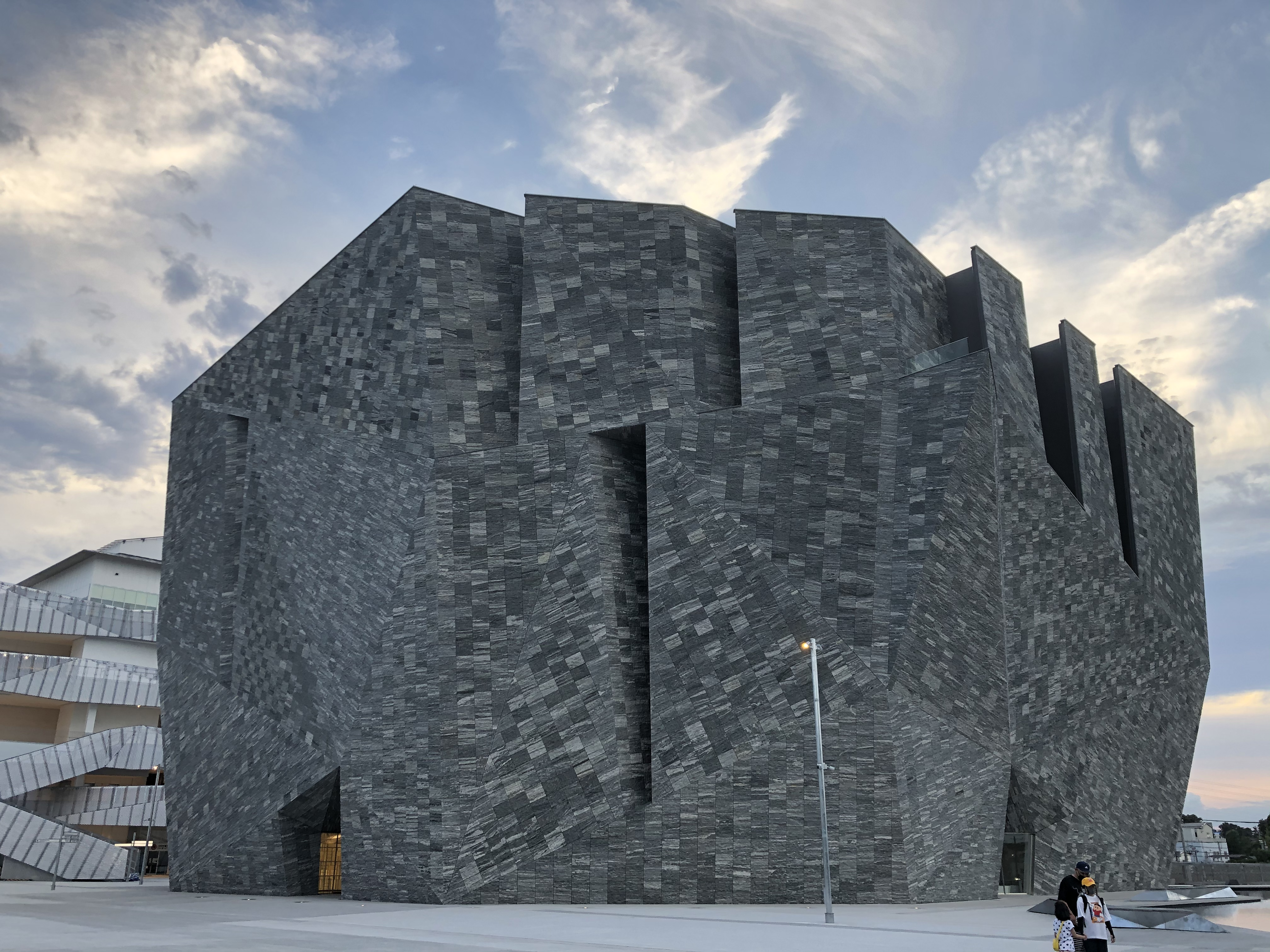
ところざわサクラタウン内にある角川武蔵野ミュージアム（2020年7月9日撮影）

- ところざわサクラタウン（所沢市） - 埼玉県所沢市にあるKADOKAWAの複合施設（デジタル印刷設備を備えた書籍製造・物流工場）。「アニメ聖地88ヶ所の1番札所」である。また、2021年より開催しているKADOKAWA5大ライトノベルレーベルが集結する、国内最大級のライトノベルイベント「KADOKAWA ライトノベルEXPO」（通称：らのすぽ！）の開催地としても知られる。
  - 角川武蔵野ミュージアム（運営：角川文化振興財団） - 文化複合施設
    - ロックミュージアムショップ（運営：角川メディアハウス）

  - ジャパンパビリオン - イベントホール
  - ダ・ヴィンチストア - KADOKAWA直営の体験型書店
  - ラーメンWalkerキッチン（運営：角川アスキー総合研究所）
  - 角川食堂（UDS株式会社に運営委託[249]） - レストラン
  - FAV ZONE（運営：KADOKAWA Game Linkage）
  - 千人テラス・中央広場 - オープンスペース
  - 武蔵野坐令和神社（運営：角川文化振興財団）
  - サクラタウン児童クラブ（運営：角川クラフト）
- 角川クラフト ROASTERY ＆ CAFE（運営：角川クラフト）

### スポーツ事業

#### eスポーツ
- FAV gaming（運営：KADOKAWA Game Linkage）

#### 競技麻雀
- KADOKAWAサクラナイツ

#### ダンス事業
2020年10月にダンスチームKADOKAWA DREAMSを設立しダンスリーグのD.LEAGUEに参戦。

### イベント事業
- サクラまつり[250][251]
- EJアニメミュージアム - ところざわサクラタウンの角川武蔵野ミュージアム3階にある展示スペース
- ニコニコ超会議（運営：ドワンゴ）
- Animelo Summer Live（運営：ドワンゴ・ 文化放送と共同）

## 事業所
- 角川本社ビル、角川本社ビル別館 - 東京都千代田区富士見2-13-3
- ところざわサクラタウン（所沢キャンパス） - 埼玉県所沢市東所沢和田3-31-3
- 角川第2本社ビル - 東京都千代田区富士見2-13-3
- KADOKAWA富士見ビル - 東京都千代田区富士見2-13-12
- 富士見ビル - 東京都千代田区富士見1-6-1
- 五番町グランドビル - 東京都千代田区五番町3-1
- 北の丸スクエア - 東京都千代田区九段北1-13-12
- 住友不動産江戸川橋駅前ビル - 東京都文京区関口1-20-10
- 歌舞伎座タワー - 東京都中央区銀座4-12-15

## グループ会社
2025年3月末現在の企業集団内の中核企業の連結子会社数は58社、持分法適用関連会社数は11社。

## 事件・騒動・不祥事

### お家騒動
1992年9月、当時の社長・角川春樹の下で副社長を務めていた春樹の弟・角川歴彦が春樹との路線対立から突如辞任し、同年10月、株式会社メディアワークスを設立。これに伴い歴彦が社長を務めていた角川メディアオフィスの従業員も大挙して退社、メディアワークスに移籍するという分裂状態が発生した。
歴彦辞任後、取締役国際部長兼社長室長に昇格した春樹の長男による角川書店社員へのセクハラ疑惑が週刊文春より報じられた。1993年7月、角川書店写真室係長が成田空港にてコカイン密輸の現行犯で逮捕され、8月11日、角川書店関連会社役員が逮捕、同月12日、ロサンゼルスにあるKADOKAWA PRODUCTIONS U.S. INCが、同月26日、角川書店本社が家宅捜索を受ける。これを受けて同日に角川書店労働組合が、翌27日に春樹を除く角川書店役員全員が春樹社長の解任を要求する。同月28日には春樹社長がコカイン密輸容疑で逮捕された。
9月2日、開催の取締役会で春樹の社長辞任が承認され、後任に大洞國光が社長に就任、同月15日、歴彦が顧問として復帰する。同月24日、森村誠一と松原治らが、角川書店の将来を考える会を発足。10月19日、開催の臨時株主総会を経て歴彦がメディアワークスの社長を兼務する形で角川書店社長に就任。最終的にはメディアワークスを角川書店の事実上子会社化することで決着を見た。

### 東京五輪スポンサー関連での大会組織委員会理事への贈賄
同社は2020年東京オリンピック・パラリンピックの公式スポンサーでもある「オフィシャルサポーター」となっていた。だが、開催から1年後の2022年9月に、スポンサー契約後に大会組織委員会の理事であった高橋治之の知人が経営する会社に対し、コンサルティング料の名目で約7000万円を支払い、その一部が高橋の手に渡っていたという疑惑が明らかになった。
高橋は大会組織委員会のマーケティング専任代理店としてスポンサー選定に関与していた電通の元専務・顧問であり、電通退職後に大会組織委員会理事となった後も、スポンサー選定に深く関与していた。東京大会の出版分野のスポンサーにはKADOKAWAのほか、1社が応募したが、高橋の計らいでKADOKAWAがスポンサーに選定されるよう大会組織委員会に働きかけたとされる。その後、2019年4月にKADOKAWAはスポンサーに選定された。KADOKAWAは五輪スポンサーとしては最も小さい扱いのオフィシャルサポーターであり、大会においては自社ロゴマークは使用できなかったが、2021年夏の大会開催に合わせ公式ガイドブックを発売するなどして、五輪に携わっていた。
なお、大会組織委員会理事であった高橋はみなし公務員であり、企業からの金品の受領は収賄罪にあたる。高橋は同じオフィシャルサポーターであったAOKIホールディングスからの受託収賄罪の疑いで、2022年8月17日に東京地検特捜部に逮捕され、高橋とAOKI以外のスポンサーとのやり取りについても捜査が進められており、KADOKAWAへの疑惑が浮上した。しかし、KADOKAWA側は、特捜部の任意聴取に対し「コンサルティング料はスポンサーになるためではない」と贈賄を否定していた。その後、特捜部は同年9月6日、東京都千代田区のKADOKAWA本社および東京都新宿区にある同社会長角川歴彦、東京都杉並区にある同社副会長松原眞樹の自宅を家宅捜索。同日、当時の専務・芳原世幸、担当室長・馬庭教二を逮捕した。馬庭は逮捕後の取り調べで、贈賄を認めている。
特捜部の捜査によると、KADOKAWAはスポンサー選定後、スポンサー料の2億8000万円に加え、高橋らの指示により、2019年7月～2021年1月の間、10回に渡り、高橋の知人である深見和政（9月6日に収賄容疑で逮捕）が経営する東京都中央区のコンサルティング会社「コモンズ2」名義の預金口座に計7600万円を支払ったとされる。なお、KADOKAWAの贈賄分については、7600万円のうち、贈賄罪の公訴時効である3年が経過した部分を差し引いた6900万円が容疑の対象となっている。
一方、2022年9月5日に記者会見を開き、「AOKIの事件とは違う」と贈賄を強く否定していた会長の角川歴彦も、同年9月14日に東京地検特捜部に贈賄容疑で逮捕された。10月5日付で角川会長および松原眞樹が辞職し、中村直人を委員長とするガバナンス検証委員会が設置された。
2023年6月15日、東京地裁は馬庭教二に対し懲役2年、執行猶予3年の有罪判決を言い渡した。同年10月10日、東京地裁は芳原世幸に懲役2年、執行猶予4年の判決を言い渡した。

### それ以外の騒動
- 筒井康隆断筆騒動 - 高校国語の教科書をめぐって差別表現があったとして筒井が断筆を宣言した騒動。
- 12月25日発売予定だった谷津矢車の小説「からくり同心 景 黒い好敵手」を担当編集者が物語の肝になる部分も含め無断で改変を加えた、この問題は作者のゲラチェックの際発覚し既に発行していた「からくり同心 景」にも同様の問題が起きていたことが発覚し回収の末絶版となった[264][265]。
- 岐阜市が編集協力した雑誌『岐阜信長歴史読本』にて約30箇所の誤植が起きた。本来2回行う校正は1回のみであったこと、校正を委託する際編集部の不手際でチェックが行き届かなかったことからとKADOKAWAは結論を付け請け負った編集プロダクションに謝罪の電話をした[266]。
- 2024年11月12日、雑誌の原稿や写真撮影を委託したライターら下請け業者への料金を著しく低く定めたとして、公正取引委員会は下請法違反（買いたたき）で、KADOKAWAと子会社のKADOKAWA LifeDesignに再発防止などを勧告した[267]。

## KADOKAWAに出版流通を委託している法人
KADOKAWAグループ及び角川文化振興財団を除く
- ブシロードワークス
- プレビジョン
- 放送批評懇談会
- アストロアーツ